# アイダ設計
株式会社アイダ設計（アイダせっけい）は埼玉県上尾市に本社を置く木造ハウスメーカー。関東・東北・北陸・東海・九州・沖縄地方を施工範囲としている。

## 概要
建築物の設計・施工・監理・不動産の売買・仲介・賃貸・管理まで行う。自社運営のプレカット工場を持ち、分離発注方式とスケールメリットを活かして建築コストを徹底的に省くことにより、ローコスト住宅を提供している。
- 一級建築士事務所登録（2）第8520号
- 建設業 国土交通大臣許可（般-23）第14192号
- 宅建業 国土交通大臣(6)第4179号
- 住宅金融支援機構適合証明等業務登録建築士事務所 適合証明技術者登録番号 第22110085号
- 住宅保証機構 業者登録番号 第10016294号
- 国際標準化機構　ISO9001、ISO14001 取得企業

## 役員
- 代表取締役社長　會田　貞光　（あいだ　さだみつ）
- 代表取締役副社長　會田　康史　（あいだ　こうじ）
- 専務取締役　的場　克則　（まとば　かつのり）
- 常務取締役　會田　大輔　（あいだ　だいすけ）
- 取締役　阿部　真寿美　（あべ　ますみ）
- 社外取締役　岩井　克己　（いわい　かつみ）
- 常勤監査役　今井　宏　（いまい　ひろし）
- 監査役　船田　信義　（ふなだ　のぶよし）
- 常務取締役　齊藤　眞　（さいとう　まこと）
- 取締役　時田　清一郎　（ときた　せいいちろう）
- 社外取締役　川村　達郎　（かわむら　たつろう）
- 常勤監査役　堀越　佳孝　（ほりこし　よしたか）
- 監査役　佐藤　紀彦　（さとう　のりひこ）

## 関連企業
中国とフィリピンに関連会社がある。

### 会社名：愛誼達建築設計（上海）有限公司
- 所在地：〒201103　上海市合川路2679号虹橋国際商務広場A座203室
- 創業： 2006年2月
- 代表者： 會田　康史
- 従業員数： 77名

### 会社名：AIDA HOME DESIGN PHILIPPINES, INC
- 所在地：23rd Floor, Zuellig Building, Makati Avenue cor. Paseo de Roxas, Makati City
- 創業： 2015年4月
- 代表者： 會田　康史
- 従業員数： 20名

## 加入団体
- (公社)首都圏不動産公正取引協議会
- 東海不動産公正取引協議会
- (公社)埼玉県宅地建物取引業協会
- (一社)埼玉県建築士事務所協会
- (公社)日本建築士会連合会
- (一社)群馬県宅地建物取引業協会
- (公社)茨城県宅地建物取引業協会
- (公社)栃木県宅地建物取引業協会
- (公社)福島県宅地建物取引業協会
- (公社)愛知県宅地建物取引業協会
- (一社)九州不動産公正取引協議会
- (公社)山梨県宅地建物取引業協会
- (一社)全国住宅産業協会
- (公社)全国宅地建物取引業保証協会
- 東北地区不動産公正取引協議会
- (一社)日本建築士事務所協会連合会
- (公社)東京都宅地建物取引業協会
- (一社)千葉県宅地建物取引業協会
- (公社)神奈川県宅地建物取引業協会
- (公社)新潟県宅地建物取引業協会
- (社)宮城県宅地建物取引業協会
- (公社)静岡県宅地建物取引業協会
- (一社)全国木造住宅機械プレカット協会
- (一社)長野県宅地建物取引業協会
- (公社)沖縄県宅地建物取引業協会
- (一社)日本木造住宅産業協会

## 店舗
首都圏（埼玉・東京・千葉・茨城・群馬・栃木・神奈川）と新潟・静岡・愛知・福島・大阪・京都・宮城・岐阜・広島・福岡・佐賀・熊本・鹿児島・沖縄の各都府県に出店

## 不祥事
2014年10月、住宅解体工事に伴う産業廃棄物の処理を、許可を得ていない業者にごみ処理を委託したため、社員や法人としての会社が警視庁から書類送検される。同社は容疑を認め陳謝した。この影響により、後述する『news every.』等へのスポンサー提供を一時期停止した。

## CM
「555万円で自由設計の注文住宅が建てられる!」に代表される低価格で高品質な家造りを標榜している。かつてCMで用いられていた音楽は、ヴェルディのオペラ「アイーダ」と社名の「アイダ」を掛けていた。

### 現在のCM出演者
- 小泉孝太郎（2016年4月 - ）

### 過去のCM出演者
- 美川憲一
- 相田翔子（2005年4月 - 2007年3月）
- 橋幸夫
- 千昌夫

## 提供番組（テレビ）
- news every.（日本テレビ - 同番組内18:50 - 55の「木原さんのお天気」コーナー）
- 真相報道 バンキシャ!（日本テレビ）
- 報道ステーション（テレビ朝日・名古屋テレビ）
- 土曜スペシャル（テレビ東京）
- テレ玉ニュース（テレ玉）
- LIONS CHANNEL（テレ玉）
- 夕方ワイド新潟一番（テレビ新潟）
- 渡辺篤史の建もの探訪（新潟テレビ21）
- FRONT ZERO（静岡第一テレビ）

過去
- ユメノハシラ（フジテレビ）
- FNNスーパーニュース（仙台放送）
- ペケ×ポン（福島テレビ）
- FCTニュース（福島中央テレビ）
- いい旅・夢気分（新潟総合テレビ）
- イブニング6 （とちぎテレビ）

## 提供番組（ラジオ）
- はせゆうnoゆめらじお「アイダ設計Presents 正直!誠実!相談室」（文化放送）
- GOGOMONZ「アイダ設計 MY HOME TIME」（NACK5）
- K-MIX GOOD-TIE!「アイダ設計presents 〇〇と△△のアイダ」（K-MIX）
- Skyrocket Company内交通情報（TOKYO FM）

過去
- 大沢悠里のゆうゆうワイド（TBSラジオ）
- 上柳昌彦 ごごばん! 「家族でGO GO GO!」（ニッポン放送）
- K-mix おひるま協同組合 「MY HOME STYLE」（K-MIX）
- with you 「SWEET HOME STYLE」（bayfm）
- 時報（bayfm）
- あさnavi （FMぐんま）

## プロスポーツへのスポンサード
地域貢献、活性化、健康保持増進、スポーツ振興経済波及効果への寄与などに繋げるべく、プロスポーツチーム等へのスポンサードを行っており、現在は読売ジャイアンツ（プロ野球セ・リーグ）、大宮アルディージャ（プロサッカー・Jリーグ）、埼玉上尾メディックス（女子バレーボール）、貞方章男（プロゴルファー）へのスポンサードを行っている。